# Floresorchestia poorei
Floresorchestia poorei is een vlokreeftensoort uit de familie van de Talitridae. De wetenschappelijke naam van de soort is voor het eerst geldig gepubliceerd in 2009 door Lowry & Springthorpe.